# Leviapseudes preamazonicus
Leviapseudes preamazonicus är en kräftdjursart som beskrevs av Mihai Bacescu 1984. Leviapseudes preamazonicus ingår i släktet Leviapseudes och familjen Apseudidae. Inga underarter finns listade i Catalogue of Life.